# HY-KERSシステム
HY-KERSシステム（ハイ・カーズ・システム）とは、フェラーリ社がマニエッティ・マレリ社と共同開発したフェラーリ初のハイブリッド・システムである。

## 概要

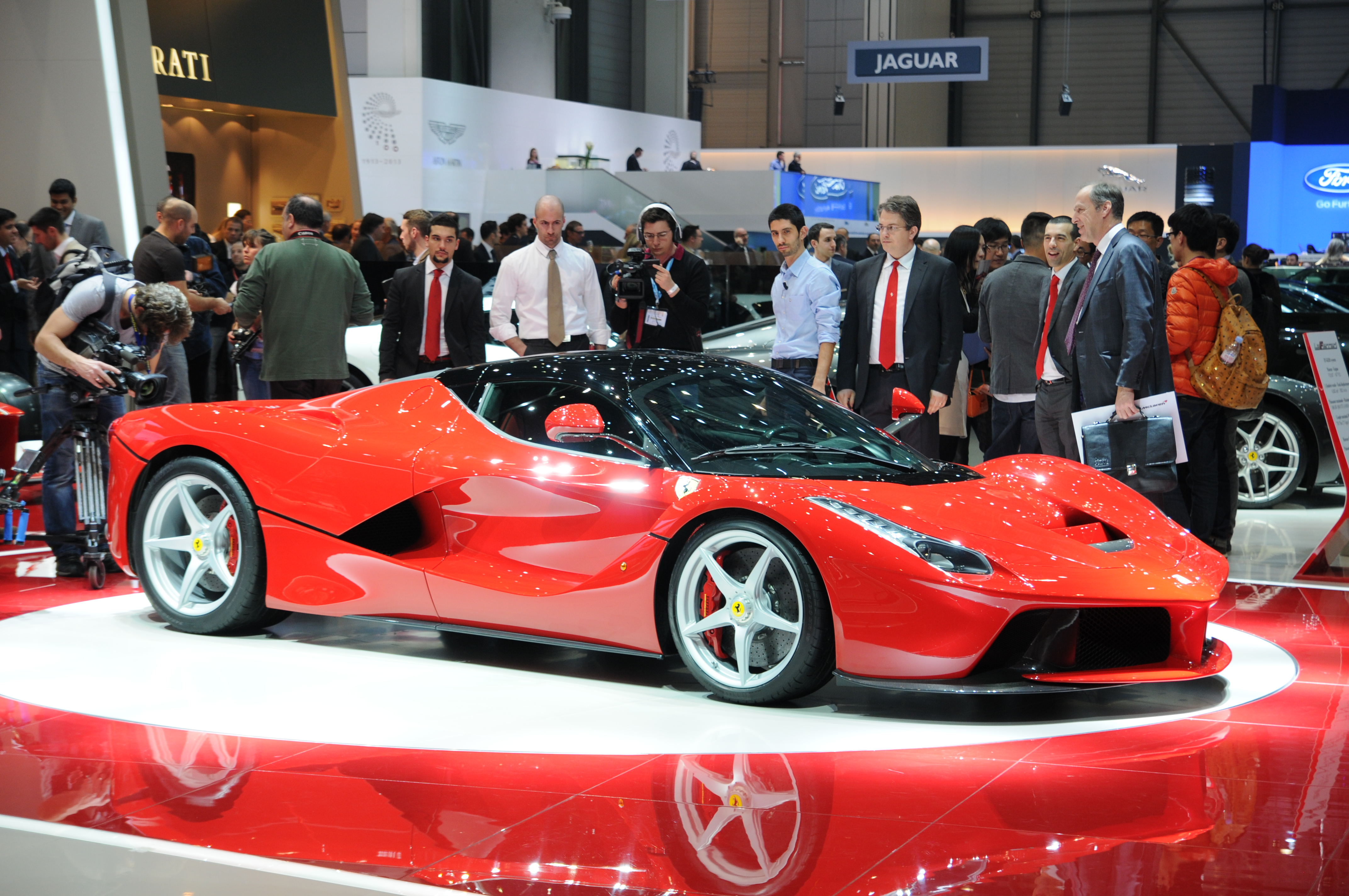
フェラーリ・ラ フェラーリ

HY-KERSは、主変速機として用いる“電動機を組み込んだ7速DCTユニット”と、エンジンをアシストする“KERSユニット”を組み合わせた２モーター式のハイブリッドシステムである。ハイブリッドシステム用の二次電池はリチウムイオン二次電池を用いる｡
電動機のみを用いたEV走行は出来ないが、停車時にはアイドリングストップを行う｡ 
ハイブリッドシステムの種類としては、エンジンとモーター両方が並行して駆動する、パラレル型のマイルドハイブリッドに分類される。電力は、自動車の制動、巡航運転時に発生するエネルギーを回生、余剰エネルギーをモーターが発電機となって回収し、バッテリーに充電するため、充電する作業は必要としない。エネルギー補給はガソリンの給油のみである。
燃費性能の追求のみに捉われた従来型のハイブリッド・システムとは異なり、高性能スポーツカーの動力性能の向上と環境性能の両立を目的とする軽量コンパクトなシステムである。
当システムは、599GTBフィオラーノをベースとするHY-KERS実験車として2010年に登場し、市販製品としてはエンツォフェラーリの後継モデルとして2013年に登場したフラッグシップ・スーパーカー「フェラーリ・ラ フェラーリ」に初めて採用された。

## 搭載車種
- フェラーリ・ラ フェラーリ
- 599HY-KERS（実験車）